# Sport- und Schwimmverein Reutlingen 05 1975-1976
Questa voce raccoglie le informazioni riguardanti lo Sport- und Schwimmverein Reutlingen 05 nelle competizioni ufficiali della stagione 1975-1976.

## Stagione
Nella stagione 1975-1976 il Reutlingen, allenato da Rudolf Schießl e Fred Hoffmann I, concluse il campionato di 2. Bundesliga al 20º posto.

## Rosa
| N. |                     | Ruolo | Calciatore          |
| -- | ------------------- | ----- | ------------------- |
|    | Germania (bandiera) | P     | Joachim Grüninger   |
|    | Germania (bandiera) | P     | Dieter Gust         |
|    | Germania (bandiera) | P     | Rolf Kirsch         |
|    | Germania (bandiera) | D     | Ulrich Eimüllner    |
|    | Germania (bandiera) | D     | Jochen Falke        |
|    | Croazia (bandiera)  | D     | Stjepan Jambrekovic |
|    | Germania (bandiera) | D     | Hermann Lang        |
|    | Germania (bandiera) | D     | Werner Laudage      |
|    | Germania (bandiera) | D     | Max Pleikies        |
|    | Germania (bandiera) | D     | Werner Strunk       |
|    | Germania (bandiera) | C     | Fritz Göbel         |
|    | Germania (bandiera) | C     | Wolfgang Hipp       |

| N. |                     | Ruolo | Calciatore           |
| -- | ------------------- | ----- | -------------------- |
|    | Germania (bandiera) | C     | Reinhard Kienle      |
|    | Germania (bandiera) | C     | Rudi Murmann         |
|    | Germania (bandiera) | C     | Robert Piller        |
|    | Germania (bandiera) | C     | Klaus Weber          |
|    | Germania (bandiera) | C     | Richard Ziegelmüller |
|    | Germania (bandiera) | A     | Hans Düren           |
|    | Germania (bandiera) | A     | Thomas Eininger      |
|    | Germania (bandiera) | A     | Hans Eippert         |
|    | Germania (bandiera) | A     | Fred Kromm           |
|    | Germania (bandiera) | A     | Robert Lühr          |
|    | Germania (bandiera) | A     | Jürgen Zitzer        |

## Organigramma societario
Area tecnica
- Allenatore: Pál Csernai, Fred Hoffmann I
- Allenatore in seconda:
- Preparatore dei portieri:
- Preparatori atletici:

## Calciomercato

### Sessione estiva
| Acquisti | Acquisti         | Acquisti          | Acquisti |
| R.       | Nome             | da                | Modalità |
| -------- | ---------------- | ----------------- | -------- |
| D        | Ulrich Eimüllner | Ludwigsburg       |          |
| A        | Fred Kromm       | Kickers Offenbach |          |
| A        | Robert Lühr      | Wormatia Worms    |          |
| C        | Klaus Weber      | Kickers Offenbach |          |

| Cessioni | Cessioni | Cessioni | Cessioni |
| R.       | Nome     | a        | Modalità |
| -------- | -------- | -------- | -------- |

### Sessione invernale
| Acquisti | Acquisti | Acquisti | Acquisti |
| R.       | Nome     | da       | Modalità |
| -------- | -------- | -------- | -------- |

| Cessioni | Cessioni | Cessioni | Cessioni |
| R.       | Nome     | a        | Modalità |
| -------- | -------- | -------- | -------- |

## Risultati

### 2. Bundesliga

#### Girone di andata
| Arbitro: | Ross |

|  |           |               |
|  | Marcatori | 76’ Czyzewski |

| Arbitro: | Schmoock |

|                                                           |           |  |
| Kauf 6’ Schuberth 25’ Metzger 47’, 60’, 75’ Haunstein 62’ | Marcatori |  |

| Arbitro: | Röder |

|  |           |                     |
|  | Marcatori | 73’ Jörg 76’ Backes |

| Arbitro: | Dellwing |

|                                                 |           |                               |
| Klier 26’ Nickel 33’ Schwickert 47’ Köstler 76’ | Marcatori | 88’ Zitzer 89’ (rig.) Eippert |

| Arbitro: | Eichhorn |

|             |           |                                             |
| Laudage 40’ | Marcatori | 45’ Heidenreich 51’ Fink 55’ (rig.) Größler |

| Fürth 7 settembre 1975 6ª giornata | Fürth   | 0 – 0 referto | Reutlingen | Sportpark Ronhof (3 000 spett.)\| Arbitro: \| Hellwig \| |
| Arbitro:                           | Hellwig |               |            |                                                          |

| Arbitro: | Stumpf |

|                        |           |           |
| Strunk 19’ Eippert 84’ | Marcatori | 6’ Holoch |

| Arbitro: | Quindeau |

|                                               |           |  |
| Spohr 3’ Warken 51’ Granitza 55’ Hommrich 67’ | Marcatori |  |

| Arbitro: | Ermer |

|  |           |                     |
|  | Marcatori | 18’ Lenz 56’ Diener |

| Arbitro: | Walesch |

|                              |           |  |
| Steiner 9’ Sebert 13’ (rig.) | Marcatori |  |

| Arbitro: | Kettenbach |

|                     |           |                                                                                 |
| Lühr 30’ Zitzer 42’ | Marcatori | 16’, 43’ (rig.), 68’ Künkel 54’ (aut.) Strunk 67’ Lindemann 87’ (rig.) Bechtold |

| Arbitro: | Wohlfarth |

|  |           |                    |
|  | Marcatori | 87’ (rig.) Eippert |

| Arbitro: | Boos |

|                                                                   |           |                              |
| Werner 29’ Piller 48’ (aut.) Dürrschmidt 53’ (rig.) Deutscher 55’ | Marcatori | 70’ (rig.) Eippert 82’ Kromm |

| Arbitro: | Hofmeister |

|                    |           |                                  |
| Eippert 78’ (rig.) | Marcatori | 1’ Zacher 8’ (rig.), 85’ Wilhelm |

| Arbitro: | Messmer |

|                           |           |  |
| Nüssing 31’, 54’ Eder 41’ | Marcatori |  |

| Arbitro: | Biwersi |

|  |           |                                           |
|  | Marcatori | 56’, 58’ Ohlicher 59’ Hitzfeld 87’ Martin |

| Arbitro: | Föckler |

|                        |           |           |
| Denz 41’ Spasovski 53’ | Marcatori | 83’ Düren |

| Arbitro: | Fleischer |

|                            |           |                                 |
| Düren 55’, 75’ Eippert 65’ | Marcatori | 21’, 30’ Erhart 37’, 42’ Seiler |

| Arbitro: | Clajus |

|                 |           |                     |
| Eckert 14’, 69’ | Marcatori | 75’ (aut.) Michalka |

#### Girone di ritorno
| Arbitro: | Ulm |

|             |           |  |
| Metzler 19’ | Marcatori |  |

| Arbitro: | Blum |

|            |           |                                         |
| Zitzer 71’ | Marcatori | 29’, 69’ Keller 87’ Starzak 90’ Hartwig |

| Arbitro: | Binninger |

|               |           |                            |
| Schnurrer 43’ | Marcatori | 3’ (rig.) Eippert 8’ Düren |

| Arbitro: | Ermer |

|                       |           |                                 |
| Düren 36’ Eippert 87’ | Marcatori | 24’ (rig.) Scheller 79’ Köstler |

| Arbitro: | Stegner |

|                                          |           |                      |
| Sichmann 31’ Größler 66’ (rig.) Horn 71’ | Marcatori | 35’ Lühr 87’ Eippert |

| Arbitro: | Quindeau |

|            |           |  |
| Zitzer 63’ | Marcatori |  |

| Arbitro: | Biwersi |

|                                     |           |  |
| Haug 43’ Hoffmann 49’ Schindler 83’ | Marcatori |  |

| Arbitro: | Möckel |

|           |           |                              |
| Düren 47’ | Marcatori | 62’, 87’ Granitza 66’ Schauß |

| Arbitro: | Stumpf |

|                                |           |  |
| Detterer 35’ Diener 49’ (rig.) | Marcatori |  |

| Arbitro: | Frickel |

|                   |           |             |
| Eippert 2’ (rig.) | Marcatori | 87’ Bartels |

| Arbitro: | Schumann |

|                                                       |           |                    |
| Bechtold 4’ (rig.), 63’ (rig.) Metz 18’ Lindemann 77’ | Marcatori | 60’ (rig.) Eippert |

| Arbitro: | Föckler |

|  |           |                        |
|  | Marcatori | 83’ Pöhnl 84’ Emmerich |

| Arbitro: | Dahler |

|          |           |                              |
| Lühr 44’ | Marcatori | 4’, 22’, 87’ Werner 23’ Zapf |

| Arbitro: | Kuhn |

|                                                                    |           |                    |
| Volp 16’, 79’ Zacher 38’ Wilhelm 42’ Wilhelm 60’ Reichenberger 71’ | Marcatori | 57’ (rig.) Eippert |

| Arbitro: | Nickel |

|  |           |             |
|  | Marcatori | 89’ Stocker |

| Arbitro: | Walesch |

|                            |           |                           |
| Dietterle 54’ Hitzfeld 55’ | Marcatori | 15’, 78’ Hipp 74’ Eippert |

| Arbitro: | Ross |

|  |           |             |
|  | Marcatori | 83’ Scherer |

| Arbitro: | Linn |

|                        |           |           |
| Müller 11’ Beichle 44’ | Marcatori | 68’ Düren |

| Arbitro: | Dreher |

|                       |           |                                                    |
| Kienle 22’ Piller 55’ | Marcatori | 11’ Eckert 33’ Schmidbauer 85’ Schneider 90’ Watzl |

## Statistiche

### Statistiche di squadra
| Competizione  | Punti | In casa | In casa | In casa | In casa | In casa | In casa | In trasferta | In trasferta | In trasferta | In trasferta | In trasferta | In trasferta | Totale | Totale | Totale | Totale | Totale | Totale | DR  |
| Competizione  | Punti | G       | V       | N       | P       | Gf      | Gs      | G            | V            | N            | P            | Gf           | Gs           | G      | V      | N      | P      | Gf     | Gs     | DR  |
| ------------- | ----- | ------- | ------- | ------- | ------- | ------- | ------- | ------------ | ------------ | ------------ | ------------ | ------------ | ------------ | ------ | ------ | ------ | ------ | ------ | ------ | --- |
| 2. Bundesliga | 13    | 19      | 2       | 2       | 15      | 18      | 48      | 19           | 3            | 1            | 15           | 17           | 51           | 38     | 5      | 3      | 30     | 35     | 99     | -64 |
| Totale        | 13    | 19      | 2       | 2       | 15      | 18      | 48      | 19           | 3            | 1            | 15           | 17           | 51           | 38     | 5      | 3      | 30     | 35     | 99     | -64 |

### Andamento in campionato
| Giornata  | 1  | 2  | 3  | 4  | 5  | 6  | 7  | 8  | 9  | 10 | 11 | 12 | 13 | 14 | 15 | 16 | 17 | 18 | 19 | 20 | 21 | 22 | 23 | 24 | 25 | 26 | 27 | 28 | 29 | 30 | 31 | 32 | 33 | 34 | 35 | 36 | 37 | 38 |
| --------- | -- | -- | -- | -- | -- | -- | -- | -- | -- | -- | -- | -- | -- | -- | -- | -- | -- | -- | -- | -- | -- | -- | -- | -- | -- | -- | -- | -- | -- | -- | -- | -- | -- | -- | -- | -- | -- | -- |
| Luogo     | C  | T  | C  | T  | C  | T  | C  | T  | C  | T  | C  | T  | T  | C  | T  | C  | T  | C  | T  | T  | C  | T  | C  | T  | C  | T  | C  | T  | C  | T  | C  | C  | T  | C  | T  | C  | T  | C  |
| Risultato | P  | P  | P  | P  | P  | N  | V  | P  | P  | P  | P  | V  | P  | P  | P  | P  | P  | P  | P  | P  | P  | V  | N  | P  | V  | P  | P  | P  | N  | P  | P  | P  | P  | P  | V  | P  | P  | P  |
| Posizione | 17 | 20 | 20 | 20 | 20 | 20 | 18 | 18 | 19 | 19 | 19 | 19 | 19 | 19 | 20 | 20 | 20 | 20 | 20 | 20 | 20 | 20 | 20 | 20 | 20 | 20 | 20 | 20 | 20 | 20 | 20 | 20 | 20 | 20 | 20 | 20 | 20 | 20 |

Legenda:

Luogo: C = Casa; T = Trasferta. Risultato: V = Vittoria; N = Pareggio; P = Sconfitta.

### Statistiche dei giocatori
| H. Düren        | 29 | 7  | 0 | 0 |
| U. Eimüllner    | 27 | 0  | 2 | 0 |
| T. Eininger     | 1  | 0  | 0 | 0 |
| H. Eippert      | 37 | 13 | 3 | 0 |
| J. Falke        | 4  | 0  | 0 | 0 |
| J. Grüninger    | 16 | 0  | 0 | 0 |
| D. Gust         | 11 | 0  | 0 | 0 |
| F. Göbel        | 32 | 0  | 5 | 0 |
| W. Hipp         | 23 | 2  | 2 | 0 |
| S. Jambrekovic  | 6  | 0  | 0 | 0 |
| R. Kienle       | 11 | 1  | 0 | 0 |
| R. Kirsch       | 13 | 0  | 0 | 0 |
| F. Kromm        | 17 | 1  | 0 | 0 |
| H. Lang         | 8  | 0  | 0 | 0 |
| W. Laudage      | 30 | 1  | 1 | 0 |
| R. Lühr         | 36 | 3  | 7 | 0 |
| R. Murmann      | 35 | 0  | 5 | 0 |
| R. Piller       | 26 | 1  | 2 | 0 |
| M. Pleikies     | 18 | 0  | 3 | 0 |
| W. Strunk       | 30 | 1  | 3 | 0 |
| K. Weber        | 8  | 0  | 0 | 0 |
| R. Ziegelmüller | 33 | 0  | 3 | 0 |
| J. Zitzer       | 32 | 4  | 4 | 1 |